# HMS Bermuda (52)
Pour les autres navires du même nom, voir HMS Bermuda.
Le HMS Bermuda (pennant number 52, puis C52) est un croiseur léger de la classe Crown Colony construit pour la Royal Navy.

## Historique

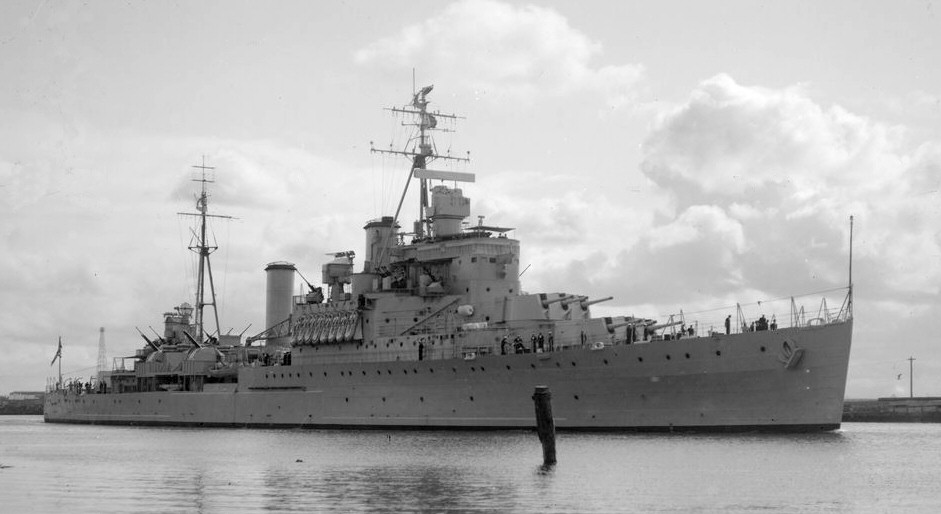
Le Bermuda.

Affecté à la Home Fleet, il passe le mois de septembre à se mettre en condition opérationnelle en vue de l'opération Torch, le débarquement allié en Afrique du Nord. Il quitte les Orcades le 26 octobre en compagnie des cuirassés Duke of York et Nelson, le croiseur de bataille Renown, les porte-avions Victorious et Formidable, le croiseur léger antiaérien Argonaut et onze destroyers, en direction de Gibraltar. Arrivé le 3 novembre, il y retrouve la force H qui quitte Gibraltar pour assurer la couverture éloignée du débarquement pour contrer une possible intervention de la marine de Vichy et de la marine italienne. Ses canons de 152 mm bombardèrent également des objectifs littoraux. Patrouillant au large d'Alger en compagnie du Sheffield, il subit l'attaque de trente-quatre bombardiers allemands He111, subissant aucun dommage alors qu'au moins deux appareils allemands sont abattus. 

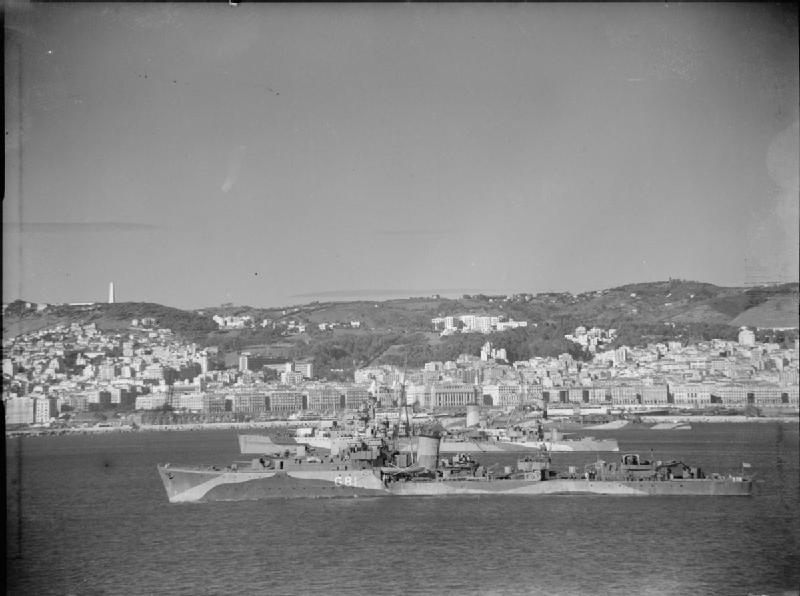
Le, et Bermuda à Alger en 1942.

Le 10 novembre 1942, il escorte un convoi de transport de troupes à Béjaïa en compagnie du Sheffield, avant de rentrer à Scapa Flow pour reprendre du service dans la Home Fleet à partir du 4 décembre après avoir appartenu à la force Q, un groupement occasionnel destiné à sécuriser l'avancée alliée en Afrique du Nord. Le 31 décembre 1942, il est déployé en compagnie des cuirassés King George V et Howe et de destroyers pour protéger le retour du convoi RA 51 après l'attaque du convoi JW 51 par les croiseurs lourds allemands Hipper et Lutzow. Le 4 janvier 1943, alors qu'il couvrait le convoi JW 51B, il est détaché de ce convoi pour escorter le convoi RA 51 entre la péninsule de Kola et le Loch Ewe. Il va ensuite couvrir le convoi JW 52 entre l'Écosse et l'URSS (17-27 janvier 1943) puis le convoi RA 52 entre l'URSS et l'Écosse. Le 29 mars 1943, il est déployé en compagnie du destroyer canadien Athabaskan pour patrouiller entre les Féroé et l'Islande après l'annonce de l'appareillage des cuirassés Tirpitz et Scharnhorst et du croiseur lourd Lützow. La patrouille s'étant révélée infructueuse, le croiseur rentre à Scapa Flow le 2 avril 1943.
Au mois de mai 1943, il relève le croiseur léger antiaérien Scylla pour escorter le paquebot Queen Mary qui transportait au Canada le premier ministre Winston Churchill afin de participer à la conférence Trident. Appelée officiellement conférence de Québec, elle réunit Roosevelt et Churchill dans la capitale américaine du 12 au 27 mai 1943 et valide les plans d'invasion de l'Italie, accroît l'offensive aérienne sur l'Allemagne et la guerre dans le Pacifique. 
Le 27 mai, il reprend la mer, escortant les cuirassés Anson et Valiant entre Scapa Flow et Rosyth avant de quitter Greenock le 31 mai en compagnie du croiseur lourd Cumberland, du porte-avions Furious, du croiseur léger antiaérien Scylla et de quatre destroyers, afin de participer à l'opération Gearbox, le ravitaillement de la garnison alliée de Spitzberg. Le mauvais temps oblige l'escadre britannique à s'abriter à Akureri (Islande) jusqu'au 7 juin, date à laquelle elle appareille pour Spitzberg, arrivant le 10 juin 1943 avant de faire demi-tour après la mission accomplie, rentrant à Scapa Flow le 14 juin 1943.
Le 30 juin 1943, il est transféré à Plymouth pour assurer une couverture anti-surface aux forces anti-sous-marines opérant dans le golfe de Gascogne et ce en compagnie du croiseur léger Glasgow, leur cible principale étant le destroyers allemands basés à Brest, Saint-Nazaire et Bordeaux. Ce sont les opérations Musketry et Seaslug, menées en liaison avec les avions et les hydravions du Coastal Command. Au mois d'août, il participe à une opération similaire connue sous le nom de code de "Percussion", qui voit l'engagement pour la première fois des bombes guidées Henschel Hs 293 A. 

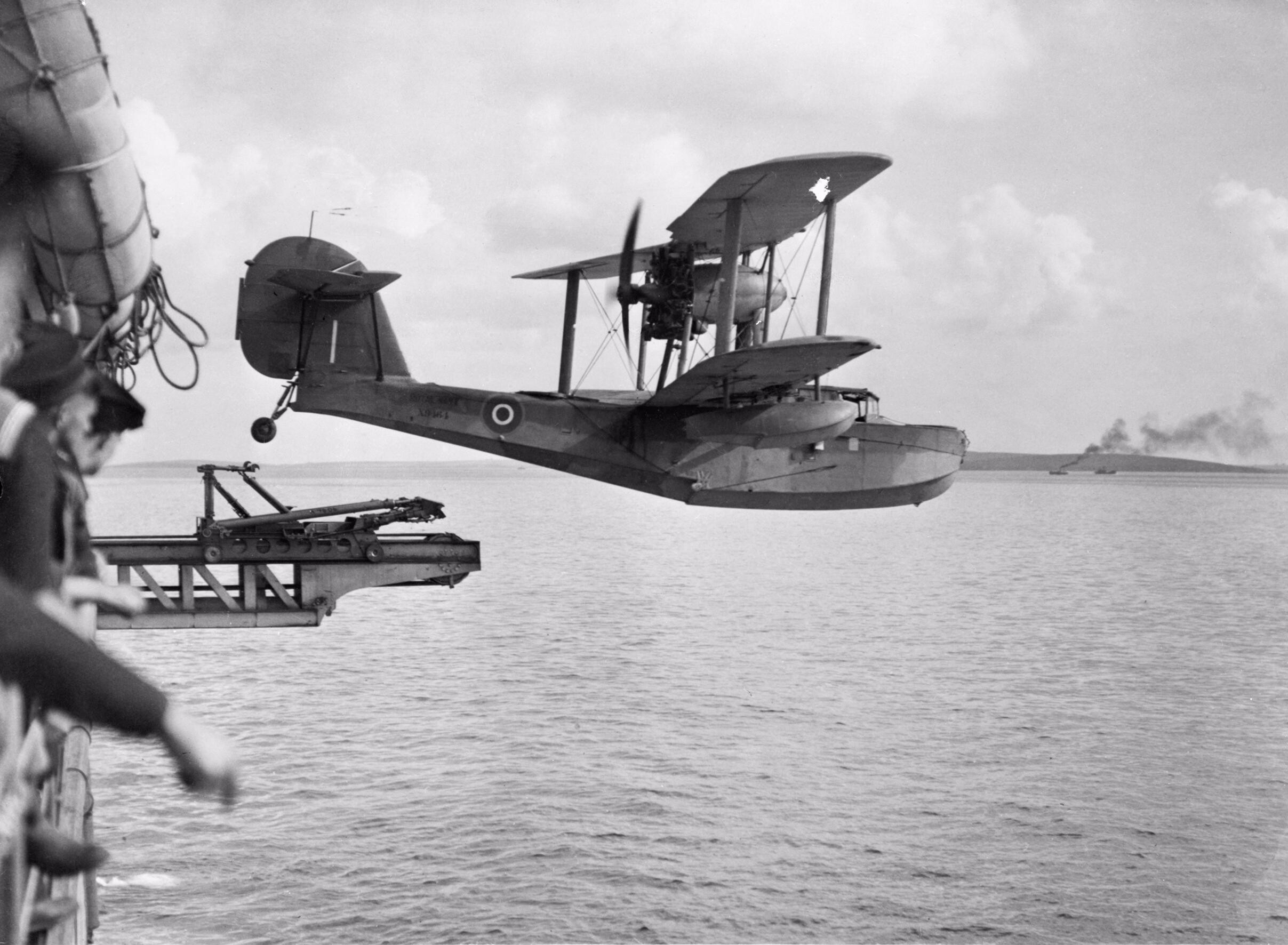
Supermarine Walrus lancé par la catapulte du Bermuda en 1943.

En carénage à Devonport au mois de septembre et au mois d'octobre où sa DCA est renforcée avec des canons de 20 mm, le croiseur gagne Scapa Flow le 25 octobre 1943 pour reprendre sa mission d'escorte des convois en direction de la Russie. De retour à Scapa Flow le 3 décembre, il gagne la Clyde pour être réparé, ayant subi des dégâts lors d'une tempête. Il reprend du service le 22 décembre 1943, toujours en escorte des convois en direction et de retour d'URSS. 
Le 31 mars 1944, il est pris en main par un chantier de la Tyne pour un petit carénage qui l'immobilise jusqu'à la fin du mois d'avril, perdant ses installations d'hydravion et recevant d'autres canons de 20 mm. Il reprend du service à la mi-mai, préparant l'opération Neptune, restant déployé au large de Scapa Flow pour faire croire à un débarquement en Norvège et y immobiliser des forces allemandes (opération Skye; opération Fortitude). 
Le 30 juin 1944, il est décidé de l'envoyer dans le Pacifique. Il est donc pris en main par un chantier de la Clyde pour une remise en état en complète. Les travaux immobilisent le croiseur jusqu'en mars 1945. Le mois de mars est consacré aux essais à la mer à partir du 9 mars puis à sa remise en condition. 
Le 3 mai 1945, il quitte l'estuaire de la Clyde pour la Méditerranée pour achever son entrainement au mois de juin avant de quitter la zone le 6 juin pour l'Australie, arrivant à Sydney le 7 juillet 1945 via Ceylan, en compagnie du croiseur léger HMS Belfast. Après la capitulation japonaise, le croiseur léger est affecté à la T.U 111.3 en compagnie du porte-avions Colossus, les croiseurs Argonaut et Belfast et quatre destroyers. Ce groupement occasionnel gagna la base américaine de Leyte puis Formose pour obtenir la reddition officielle de l'île le 9 septembre, avant d'évacuer les anciens prisonniers de guerre alliés. 
Il gagne ensuite Shanghai puis Hong Kong en compagnie du croiseur Argonaut, devenant dans la colonie britannique libérée le navire-amiral de la 5e division de croiseurs, restant en Extrême-Orient jusqu'à ce que le rapatriement des anciens prisonniers alliés soit terminé. 
En mai 1947, il quitte l'Asie pour rentrer en métropole, arrivant à Plymouth le 19 juin, étant mis en réserve peu après avant d'entrer en travaux à l'arsenal de Chatham. Remis en service à Devonport en octobre 1950, il resta en statut de réserve jusqu'en mars 1953 quand il est remis en service actif plein et entier. 

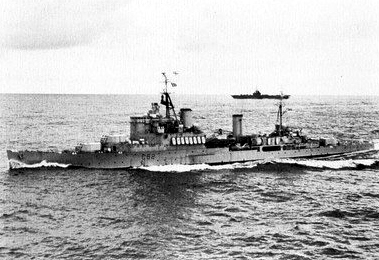
Le Bermuda participant à un exercice anti-sous-marin mené par le Groupe opérationnel 83.3 des forces navales américaines avec le porte-avions et l'Aviation royale canadienne, en 1961.

Déployé en Méditerranée jusqu'en 1954, il retourne ensuite au sein de la Home Fleet, servant jusqu'en 1956 quand il subit une modernisation avant de reprendre du service, servant jusqu'en 1962. 
Désarmé le 30 juillet 1962, il est rayé des registres en 1965 puis vendu à la démolition, le démantèlement commençant à la fin août 1965. 